# Natalie Rooney
Pour les articles homonymes, voir Rooney.
Natalie Rooney est une tireuse sportive néo-zélandaise née le 1er juin 1988. Elle a remporté la médaille d'argent en trap aux Jeux olympiques d'été de 2016 à Rio de Janeiro.